# Бета Волка
Бета Волка (лат. β Lupi), HD 132058 — одиночная звезда в созвездии Волка на расстоянии (вычисленном из значения параллакса) приблизительно 383 световых лет (около 117 парсеков) от Солнца. Видимая звёздная величина звезды — +2,68m. Возраст звезды определён как около 22,4 млн лет.

## Характеристики
Бета Волка — бело-голубая звезда спектрального класса B2III или B2p. Масса — около 10,7 солнечных, радиус — около 6,98 солнечных, светимость — около 7780 солнечных. Эффективная температура — около 22594 K.